# New Grass
New Grass è un album discografico del sassofonista jazz Albert Ayler, pubblicato nel 1968 dalla Impulse! Records.

## Il disco
L'album miscela la voce di Ayler e il suono del suo sax tenore con elementi R&B e di altri generi, inclusi una sezione fiati soul, cori di sottofondo, un basso elettrico rock, e una batteria in stile boogaloo. Il disco ebbe una cattiva accoglienza da parte del pubblico e della critica, e molti accusarono Ayler di "essersi svenduto" per spingere la sua musica in una direzione più commerciale.
La prima traccia sul disco, Message From Albert, contiene una dichiarazione programmatica di intenti recitata dallo stesso Ayler, nella quale egli comunica agli ascoltatori la nuova direzione musicale intrapresa.

## Tracce
1. New Grass/Message From Albert (Albert Ayler, Bert de Coteaux) – 3:53
2. New Generation (Ayler, Rose Marie McCoy, Mary Maria Parks) – 5:06
3. Sun Watcher (Ayler, Robin Syler) – 7:29
4. New Ghosts (Ayler, Parks) – 4:10
5. Heart Love (Ayler, Parks) – 5:32
6. Everybody's Movin' (Ayler, McCoy, Parks) – 3:43
7. Free At Last (Ayler, McCoy, Parks) – 3:08

## Formazione
- Albert Ayler – recitazione, sassofono tenore, voce, fischio
- Garnett Brown – trombone
- Call Cobbs – clavicembalo elettrico, arpa, organo, pianoforte
- Burt Collins – tromba
- Bill Folwell – contrabbasso, basso elettrico
- Buddy Lucas – contrabbasso, sassofono baritono
- Rose Marie McCoy – voce
- Joe Newman – tromba
- Seldon Powell – flauto, sax tenore
- Bernard "Pretty" Purdie – batteria
- Soul Singers – voce